# Manuel Godoy
Manuel Godoy y Álvarez de Faria Rios, Alcudia hercege (Badajoz, 1767. május 12. – Párizs, 1851. október 7.) spanyol politikus, miniszterelnök.

## Életpályája
Tizenhét éves korában lépett a királyi testőrségbe, és mint a Mária Lujza asztúriai hercegnőnek szeretője és magának a királynak, IV. Károlynak kegyence, gyorsan emelkedett a legmagasabb fokra, herceg lett és a spanyol kormány feje és külügyminisztere. 1792-ben XVI. Lajos kivégeztetése után háborút üzent Franciaországnak. Ismételt vereségek dacára mégis kedvező békét kötött (Bázel, 1795. július 22.), amiért királya «principe de la paz» (békefejedelem) címmel ruházta föl.

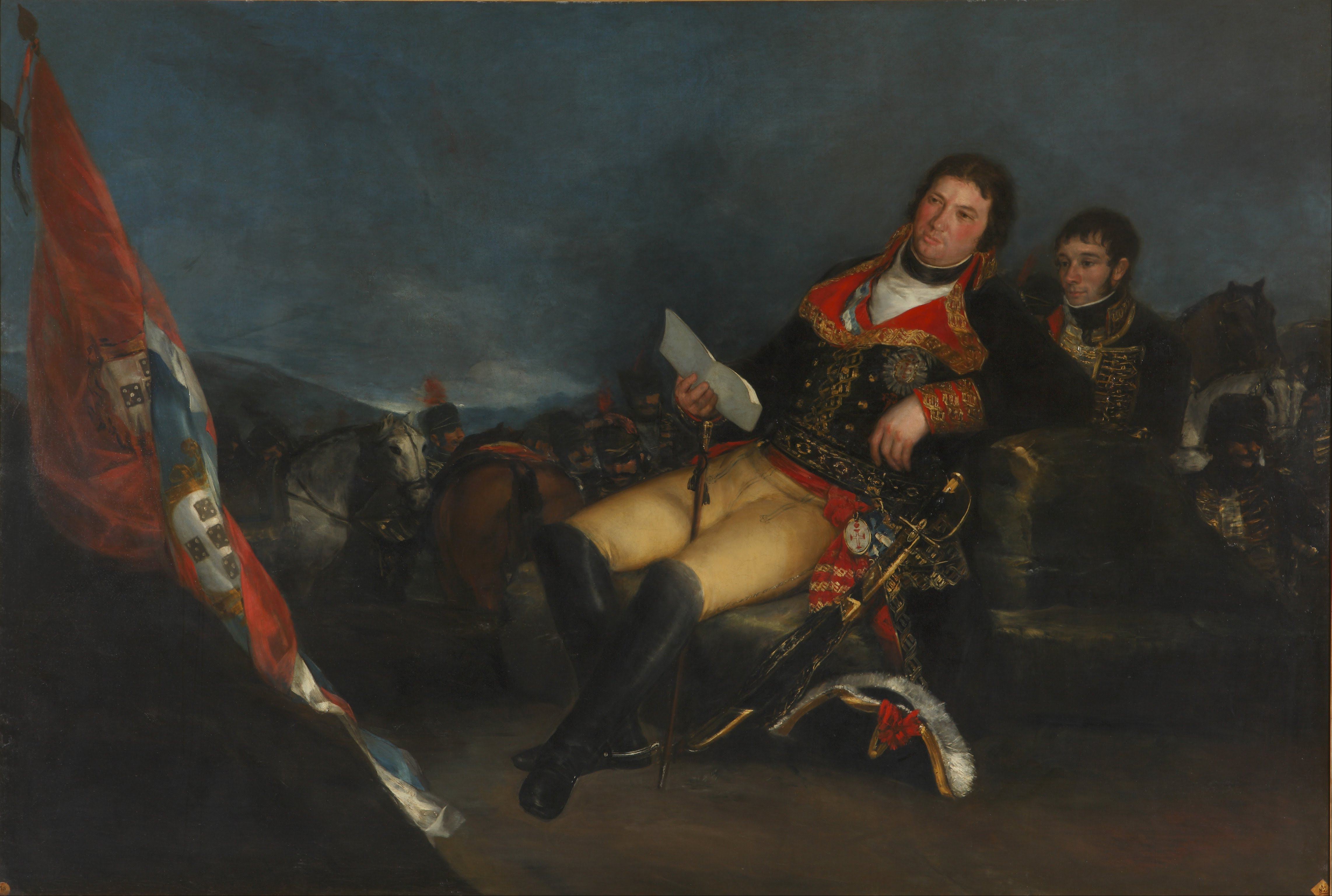
Manuel de Godoy
Francisco Goya festménye

Spanyolországot vétkes könnyelműséggel kormányozta. Franciaországgal szövetkezve Anglia ellen hadakozott, ami az ország kereskedelmének és hajóhadának megsemmisítéséhez vezetett (Trafalgar, 1805). 1797-ben elvette a király testvérének természetes leányát és a királynő vele együtt arra törekedett, hogy Ferdinánd asztúriai herceget a trónörökléstől megfossza. Amikor a franciák 1808-ban bevonultak Spanyolországba, Alcudia a királyi párral együtt Amerikába akart szökni. De tervük nem sikerült és a lázongó nép kegyetlenül bánt Alcudia kegyenccel. Napóleon Bayonne-ba küldte, hogy a királyt (IV. Károlyt) a trónról való lemondásra bírja. Alcudia vagyonát lefoglalták és azután hol Franciaországban, hol Rómában élt. Neje Párizsban halt meg 1828. november 28-án. Újabb házasságra lépett Tudo Jozefával, egy katonatiszt leányával.
A júliusi forradalom után csekély évdijat húzott Fülöptől. 1847-ben visszakapta birtokait és címeit. Tehetséges, de nagyon aljas és alávaló gondolkozású ember volt. Emlékiratai kevés hitelt érdemelnek (8 köt. Páris 1836; ném. Diermanntol, Lipcse 1836-37, 4 köt.).